# Paraneurachne muelleri
Paraneurachne es un género monotípico de plantas herbáceas de la familia de las poáceas. Su única especie, Paraneurachne muelleri (Hack.) S.T.Blake, es originaria del norte de Australia.

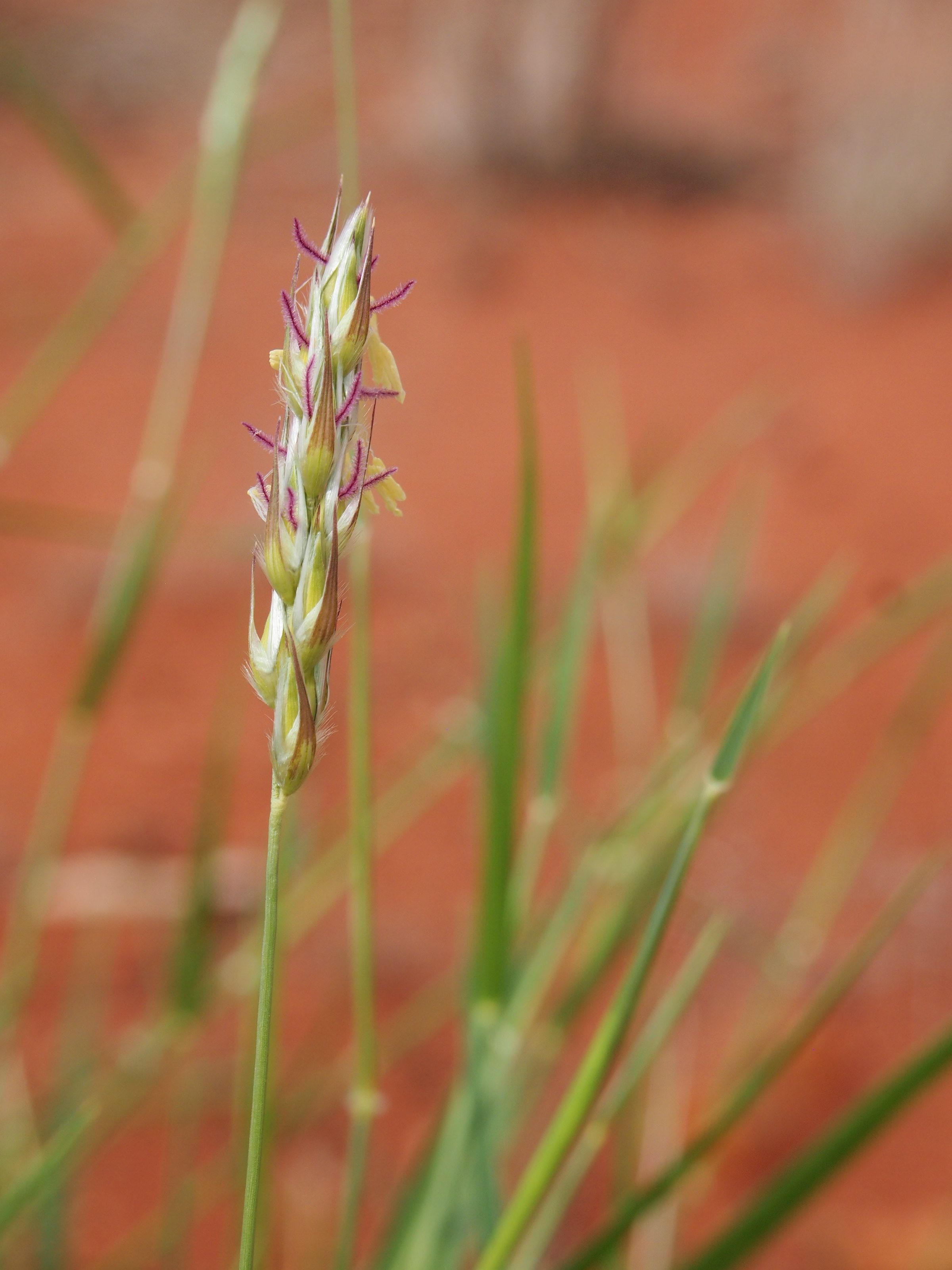
Flores

## Descripción
Son plantas perenne; estoloníferas o cespitosas o decumbentes. Con culmos de 10-45 cm de altura, ramificado arriba . Nodos de los culmos peludos. Entrenudos sólidos.  Hojas no agregadas basales;  no auriculadas; las láminas de las hojas lineares a ovadas; estrechas; 2-4 mm de ancho; no pseudopecioladas ; sin venación; desarticuladas de las vainas; laminados en brote. La lígula es una franja de pelos. Plantas bisexuales, con espiguillas bisexuales; con flores hermafroditas. Las espiguillas de formas sexualmente distintos en la misma planta, o todos por igual en la sexualidad; hermafrodita, o hermafrodita y estéril (entonces las espiguillas más reducidas).  Inflorescencia en un solo racimo.

## Taxonomía
Paraneurachne muelleri fue descrita por (Hack.) S.T.Blake y publicado en Contributions from the Queensland Herbarium 13: 21–24, f. 4, 9. 1972.
Etimología
El nombre del género se compone de la palabra griega para (cercano) y Neurachne, un género cercano de la misma familia.
muelleri: epíteto otorgado en honor del botánico Ferdinand von Mueller.
Citología
El número cromosómico básico es x = 9, con números cromosómicos somáticos de 2n = 36 tetraploide.
Sinonimia
- Neurachne clementii Domin
- Neurachne muelleri Hack.[3][4]